# Босна (защитена местност)
Вижте пояснителната страница за други значения на Босна.
Босна е защитена местност в България. Намира се в землището на село Бяла вода, област Бургас.
Защитената местност е с площ 51,7 ha. Обявена е на 16 февруари 1990 г. с цел запазване на естествените местообитания на защитени и редки видове птици. Защитената местност се намира в територията на природен парк Странджа и в защитената зона от Натура 2000 по директивата за птиците Странджа.
В защитената местност се забраняват:
- убиване, улавяне и безпокоене на птиците, разваляне на гнездата, събиране на яйцата на малките им;
- ловуването;
- сечи освен санитарни;
- строителство, разкриване на кариери и други дейности, с които се изменя естествения облик на местността или водния режим.[1]